# Blake Lively
Pour les articles homonymes, voir Brown et Lively.
Blake Lively est une actrice et mannequin américaine, née le 25 août 1987 à Los Angeles (Californie).
Après avoir joué dans des films tels que Quatre Filles et un jean (2005), Admis à tout prix (2006), elle est révélée, auprès du grand public, par le rôle de Serena Van Der Woodsen dans la série télévisée Gossip Girl (2007 - 2012).
Sa carrière cinématographique s'intensifie et elle est notamment à l'affiche de longs métrages comme : Les Vies privées de Pippa Lee (2009), The Town (2010), Green lantern (2011), Savages (2012), Adaline (2015), Instinct de survie (2016), Café Society (2016), L'Ombre d'Emily (2018) et Jamais plus (2024).

## Biographie

### Jeunesse
Née à Tarzana, un quartier de Los Angeles, en Californie, Blake Ellender Brown est la benjamine d'une famille de cinq enfants, de l'union de l'acteur Ernie Lively et de l'agent artistique Elaine Lively. Elle est prénommée Blake en hommage au frère de sa grand-mère. Elle a un frère Eric, deux demi-sœurs Lori et Robyn, et un demi-frère Jason (en). Tous ses frères et sœurs sont également acteurs.
Lorsqu'elle était enfant, ses parents lui donnaient des cours de comédie. Grâce à ces cours, Blake Lively se passionne pour la comédie et en grandissant, elle devient plus sûre d'elle,.

### Carrière

#### Débuts et révélation

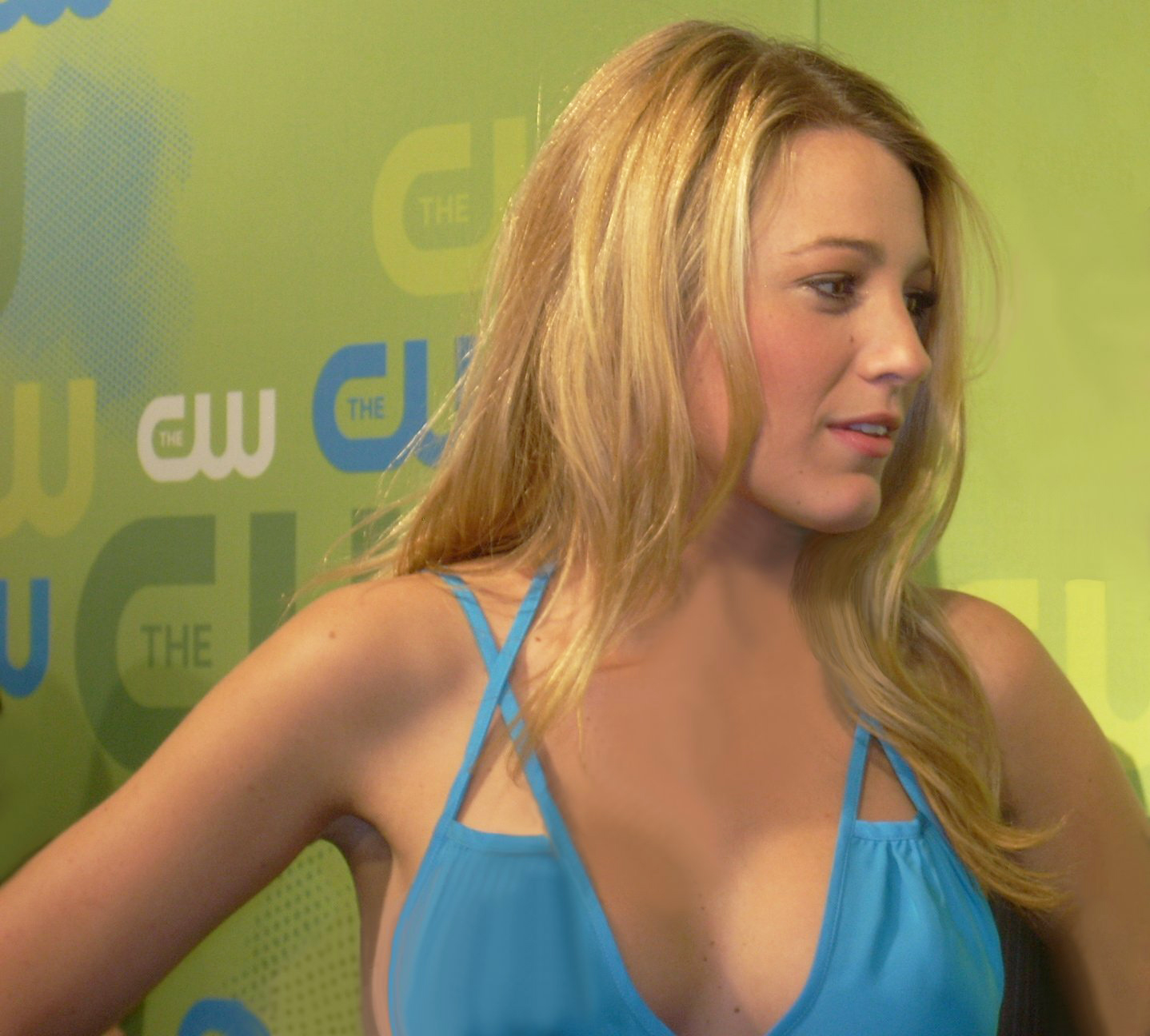
L'actrice lors de la CW Upfront, le 21 mai 2009, pour la présentation de la série Gossip Girl.

Blake Lively obtient son premier rôle à l'âge de onze ans, dans le film Sandman réalisé par son père. En 2005, à l'âge de 17 ans, elle commence sa carrière en incarnant l'un des personnages principaux du film initiatique adapté d'un roman pour adolescentes, Quatre Filles et un jean, pour lequel elle est nommée pour un Teen Choice Awards, dans la catégorie « Révélation féminine de l'année dans un film ».
En 2006, elle partage l'affiche de la comédie romantique Admis à tout prix avec Justin Long, ce qui lui vaut le prix de la « révélation de l'année » du site web Hollywood Life, puis elle obtient un petit rôle dans le film d'horreur Evil Twins.
En 2007, elle incarne Annabelle, l'un des deux personnages principaux du film Elvis and Anabelle. Le site Internet MovieLine.com déclare qu'il s'agit de son premier grand rôle.
2007 est l’année de sa révélation internationale, l'actrice obtient le rôle de Serena Van Der Woodsen dans la série dramatique Gossip Girl, diffusée sur la chaîne The CW de septembre 2007 à décembre 2012. Ses six saisons sont librement adaptées de la série littéraire éponyme de Cecily von Ziegesar.
Entre-temps, elle tente de confirmer au cinéma en 2009, elle reprend son rôle dans la suite du film Quatre Filles et un jean, intitulée Quatre Filles et un jean 2, elle reçoit de bonnes critiques sur sa performance. le film enregistre une recette de 44 millions de dollars dans le box-office. Cette même année, elle joue un petit rôle dans la comédie romantique New York, I Love You aux côtés de Natalie Portman, Hayden Christensen, Rachel Bilson ou Bradley Cooper. Mais le film est un échec.

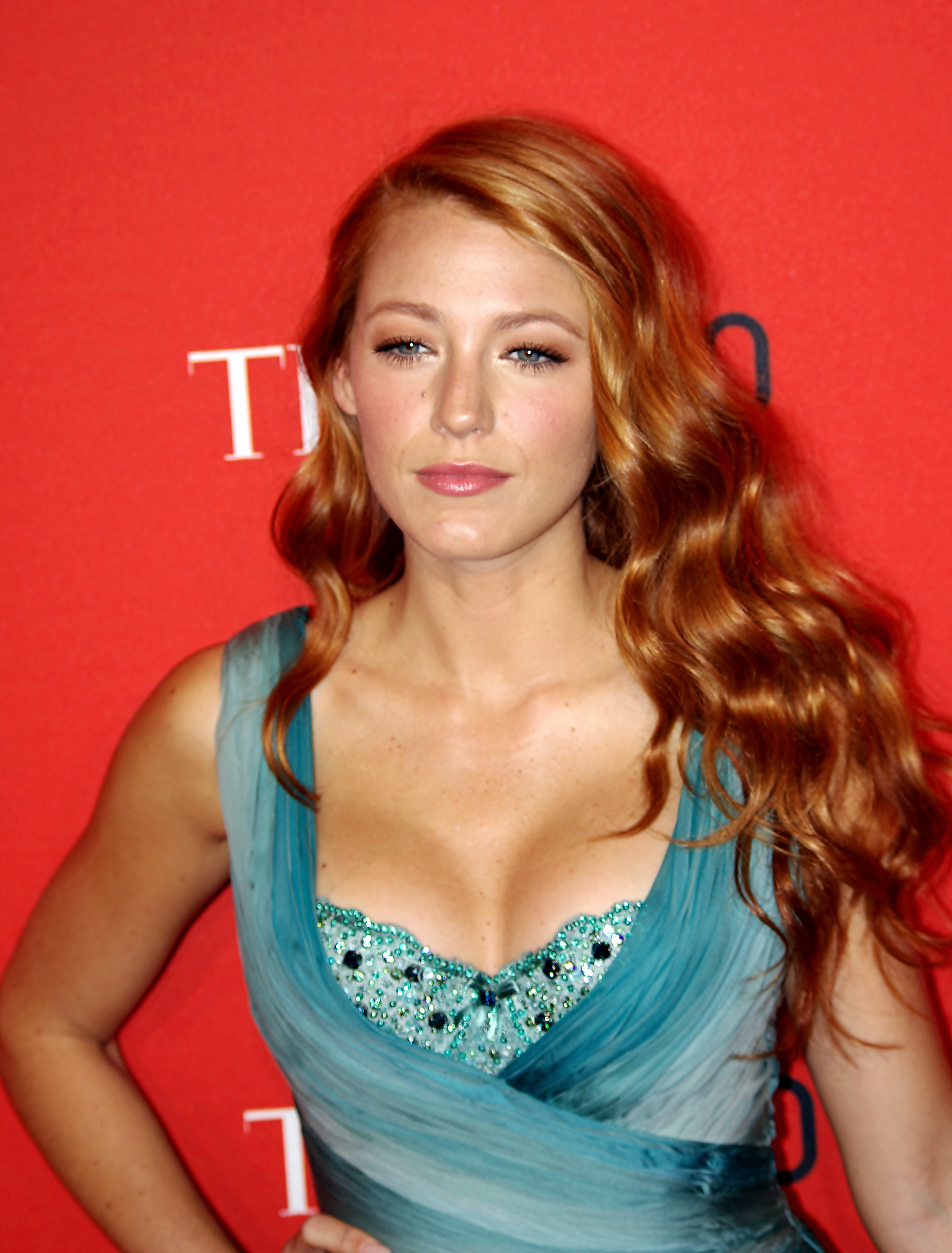
Blake Lively, le 27 avril 2011, lors d'une soirée mondaine organisée par le magazine Time.

Elle est invitée dans des productions plus ambitieuses en faisant partie de la distribution quatre étoiles du drame Les Vies privées de Pippa Lee, où elle joue la version jeune de l'héroïne, puis en tenant l'un des cinq rôles principaux du thriller The Town, seconde réalisation de l'acteur Ben Affleck, qui sort en salles en septembre 2010.
En décembre 2010, elle apparaît dans le clip I Just Had Sex (en) des Lonely Island, avec Jessica Alba et Akon[source secondaire souhaitée].
En juin 2011, elle tient le premier rôle féminin du blockbuster Green Lantern avec Ryan Reynolds dans le rôle-titre. Le film est un flop critique et commercial. Puis, sort la comédie dramatique Hick dans laquelle elle partage la vedette aux côtés de Chloë Grace Moretz, mais ce projet est tout autant mal reçu.
La même année, elle figure dans la liste des « 100 personnes les plus influentes » du magazine Time. Et, AskMen la nomme « femme la plus désirable de l'année 2011 ». Elle remporte aussi le prix CinemaCon Award de la révélation de l'année.
En 2012, le magazine People l'élit « femme la plus belle à tous les âges ». À la fin de cette année, Gossip Girl se conclut à la sixième saison.

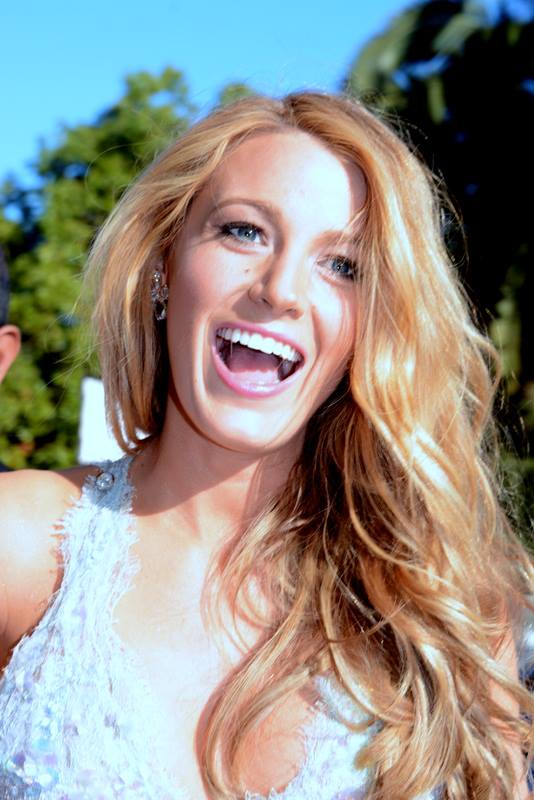
L'actrice au Festival de Cannes 2014.

#### Rôle secondaire à tête d'affiche
En 2012, elle est pour la première fois dirigée par un grand cinéaste, Oliver Stone. Elle tient le premier rôle féminin de son thriller Savages, aux côtés de deux autres valeurs montantes Taylor Kitsch et Aaron Taylor-Johnson, et des vétérans comme Salma Hayek et John Travolta. Lively remplace alors Jennifer Lawrence qui a décliné le rôle au profit du blockbuster Hunger Games.
La même année, elle devient l'égérie de la marque Gucci et tourne un court métrage pour son parfum Gucci Premiere. En octobre 2013, elle devient la nouvelle égérie de L'Oréal.
En 2015, elle défend pour la première fois un long-métrage construit intégralement autour de sa performance, le mélodrame Adaline, réalisé par Lee Toland Krieger. Cette production décroche la troisième place du box-office américain à sa sortie et lui vaut une proposition pour le Saturn Award de la meilleure actrice.
Au premier semestre 2016, elle fait partie de la large distribution de la nouvelle comédie écrite et réalisée par Woody Allen, Café Society, puis affronte l'été en tête d'affiche du film d'action The Shallows, sous la direction de Jaume Collet-Serra. Cette dernière production est un franc succès et lui permet de prétendre au Jupiter Awards de la meilleure actrice.

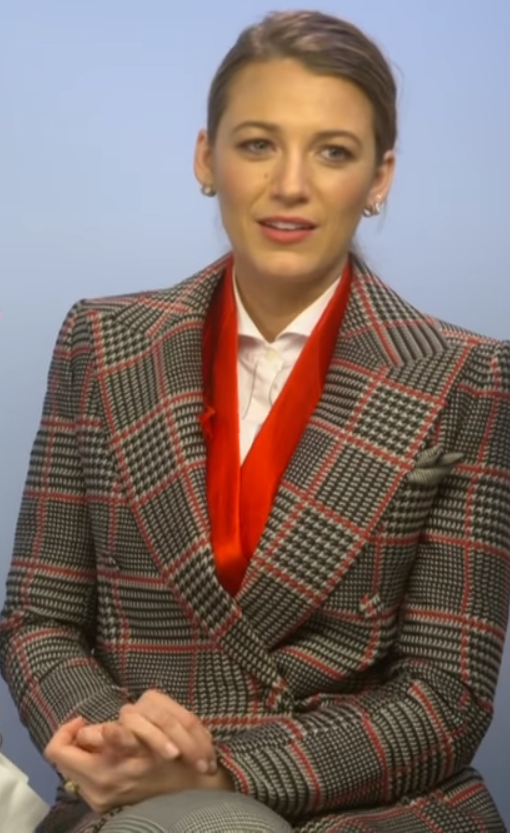
En 2018, pour la promotion du film L'Ombre d'Emily.

#### Accueil mitigé
En fin d'année, elle partage avec Jason Clarke l'affiche du thriller psychologique Je ne vois que toi, onzième réalisation de Marc Forster, qui est présentée au Festival international du film de Toronto mais divise la critique.
En 2018, dans le thriller comique L'Ombre d'Emily, elle incarne le rôle d'une mère dure à cuire au côté d'Anna Kendrick, qui tient le rôle d'une mère de famille parfaite. Elles y incarnent une des meilleures amies. C'est une adaptation cinématographique du roman Disparue de Darcey Bell, publié en 2017. Le film rencontre le succès au box-office.
En 2020, elle tient le rôle principal d'une prostituée toxicomane devenue assassin dans Le Rythme de la vengeance, adaptation cinématographique du roman The Rythm Section de Mark Burnell produit par Barbara Broccoli et Michael G. Wilson et réalisé par Reed Morano. Le film, distribué par Paramount Pictures, connaît un échec commercial et les avis des critiques sont mitigées,.

#### Jamais plus(2024): succès commercial et affaire judiciaire
En 2023, elle travaille avec l'acteur et réalisateur Justin Baldoni sur une adaptation cinématographique du roman à grand succès Jamais plus de Colleen Hoover. Baldoni dirige et produit le film avec Blake Lively en tant que productrice déléguée,.
Le film est un succès commercial malgré un accueil critique peu enthousiaste, mais le tournage se passe cependant mal : Lively accuse Baldoni de harcèlement sexuel et de débordements verbaux. Baldoni nie tandis que l'image publique de Lively souffre, mais une enquête du New York Times expose fin 2024 que Baldoni aurait organisé une campagne de dénigrement contre Lively pour la discréditer. En décembre 2024, Lively porte plainte contre Baldoni.
Baldoni annonce poursuivre le New York Times pour diffamation et atteinte à la vie privée. En janvier 2025, Justin Baldoni porte plainte contre Blake Lively, son époux, Ryan Reynolds, et leur publiciste, Leslie Sloane, pour diffamation et extorsion. Il réclame près de 400 millions de dollars de dommages et intérêts. En février 2025, la firme de relations publiques Street Relations Inc., accusée d'avoir participé à la campagne contre Lively, porte plainte pour diffamation contre l'actrice,. Par la suite, Lively amende sa plainte pour les accuser de diffamation à son tour, et affirme que d'autres femmes sont prêtes à témoigner sur le comportement de Baldoni pendant le tournage du film. L'actrice fait une demande pour que ses informations restent dorénavant confidentielles durant le procès. Par exemple, les photos, vidéos et dossiers médicaux de l'actrice seront seulement exposés aux avocats.
En juin 2025, le juge ordonne le rejet de la poursuite de Baldoni contre Lively, Reynold, Sloane et le New York Times, estimant que Baldoni n'est pas en mesure de prouver ses accusations. Il autorise Baldoni à déposer une nouvelle poursuite, mais rejette la possibilité de nouvelles accusations de diffamation et d'extorsion, n'autorisant Baldoni à poursuivre à nouveau Lively et Reynolds que pour les accusations de Rupture de clause implicite de bonne foi et d’Ingérence délictuelle dans un contrat (en),. Baldoni choisit cependant de ne pas déposer de nouvelle poursuite, préférant se concentrer sur sa défense contre les accusations de Lively.

### Vie privée
De mai 2004 à avril 2007, Blake Lively est en couple avec l'acteur Kelly Blatz, un ami d'enfance.
En mai 2007, elle commence à fréquenter Penn Badgley, son partenaire dans Gossip Girl mais ce n'est qu'en mai 2008 qu'ils confirment être en couple. Ils se séparent en septembre 2010 au bout de trois ans de relation.
De mai à octobre 2011, elle est brièvement en couple avec l'acteur  Leonardo DiCaprio.

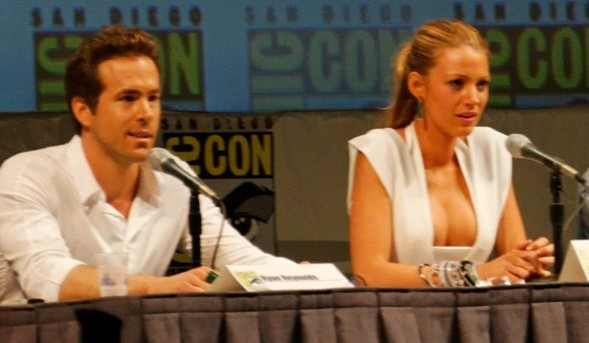
Blake Lively et Ryan Reynolds au Comic-Con en juillet 2010, pour la promotion du film Green Lantern.

En janvier 2010, Blake Lively rencontre l'acteur canadien Ryan Reynolds sur le tournage du film Green Lantern, avec qui elle se met en couple en octobre 2011. En juin 2012, ils se fiancent et emménagent ensemble à Bedford, dans l'État de New York. Ils se marient en septembre 2012 en Caroline du Sud. Ensemble, ils ont trois filles: James (née le 16 décembre 2014), Inez (née le 30 septembre 2016), Betty née le (4 octobre 2019), et un fils, Olin (né le 12 février 2023),. En tant que parrain de leur dernier enfant, le couple a choisi le réalisateur Shawn Levy.

## Filmographie

### Cinéma
- 1998 : Sandman de Ernie Lively : Trixie / Tooth Fairy
- 2005 : Quatre Filles et un jean (The Sisterhood of Traveling Pants) de Ken Kwapis : Bridget Vreeland
- 2006 : Admis à tout prix (Accepted) de Steve Pink (en) : Monica Moreland
- 2006 : Evil Twins (Simon Says) de William Dear : Jenny
- 2007 : Elvis and Anabelle de Will Geiger : Anabelle Leigh
- 2008 : Quatre Filles et un jean 2 (The Sisterhood of the Traveling Pants 2) de Sanaa Hamri : Bridget Vreeland
- 2009 : New York, I Love You, segment de Brett Ratner : Gabrielle DiMarco
- 2009 : Les Vies privées de Pippa Lee (The Private Lives of Pippa Lee) de Rebecca Miller : Pippa Lee, plus jeune
- 2010 : The Town de Ben Affleck : Krista « Kris » Coughlin
- 2011 : Green Lantern de Martin Campbell : Carol Ferris
- 2011 : Hick de Derick Martini : Glenda
- 2012 : Savages de Oliver Stone : Ophelia « O » Sage
- 2015 : Adaline (The Age of Adaline) de Lee Toland Krieger : Adaline Bowman / Jennifer Larson
- 2016 : Café Society de Woody Allen : Veronica
- 2016 : Instinct de survie (The Shallows) de Jaume Collet-Serra : Nancy
- 2017 : Je ne vois que toi (All I See Is You) de Marc Forster : Gina
- 2018 : L'Ombre d'Emily (A Simple Favor) de Paul Feig : Emily Nelson
- 2020 : Le Rythme de la vengeance (The Rhythm Section) de Reed Morano : Stephanie Patrick
- 2024 : Deadpool et Wolverine (Deadpool and Wolverine) de Shawn Levy : Wanda Wilson / Lady Deadpool
- 2024 : Jamais plus (It Ends With Us) de Justin Baldoni : Lily Bloom
- 2025 : L'Ombre d'Emily 2 (Another Simple Favor) de Paul Feig : Emily Nelson

### Télévision

#### Séries télévisées
- 2007-2012 : Gossip Girl : Serena Van Der Woodsen (saisons 1 à 6 ; 121 épisodes)
- 2010 : Saturday Night Live : la petite amie (saison 36, épisode 10)

#### Clips vidéo
- 2010 : I Just Had Sex de The Lonely Island et Akon
- 2014 : On the Run de Jay-Z et Beyoncé
- 2021 : I Bet You Think About Me (Taylor's Version) (From The Vault) de Taylor Swift (réalisatrice)

## Distinctions

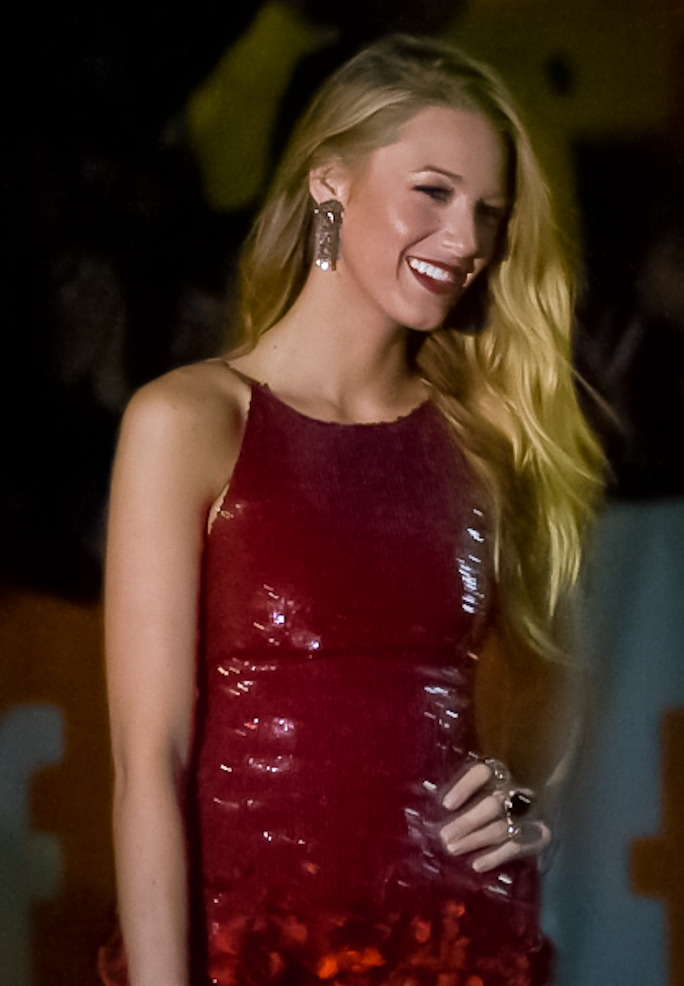
Blake Lively en septembre 2010, à la première de The Town.

Sauf indication contraire ou complémentaire, les informations mentionnées dans cette section proviennent de la base de données IMDb.

### Récompenses
- 10e cérémonie des Teen Choice Awards 2008 :  
  - meilleure actrice dans une série télévisée dramatique pour Gossip Girl (2007-2012)
  - Révélation féminine à la télévision pour Gossip Girl (2007-2012)
- Festival du film de Newport Beach 2008 : Révélation féminine pour Elvis and Anabelle
- 82e cérémonie des National Board of Review Awards 2010 : Meilleure distribution pour The Town (2009)[59]
- Washington D.C. Area Film Critics Association Awards 2010 : Meilleure distribution pour The Town (2009)[59]
- CinemaCon 2011 : Révélation féminine
- 13e cérémonie des Teen Choice Awards 2011 : meilleure actrice dans une série télévisée dramatique pour Gossip Girl (2007-2012)
- 43e cérémonie des People's Choice Awards 2017 : Actrice dramatique préférée

### Nominations
- 2005 : Teen Choice Awards de la meilleure révélation féminine dans une comédie romantique pour Quatre Filles et un jean.
- 10e cérémonie des Teen Choice Awards 2008 : Artiste féminine la plus sexy
- 2009 : Astra Awards de la meilleure actrice dans une série télévisée dramatique pour Gossip Girl.
- 2009 : Prism Award de la meilleure actrice dans une série télévisée dramatique pour Gossip Girl.
- 2010 : San Diego Film Critics Society de la meilleure actrice dans un second rôle pour The Town

- 11e cérémonie des Teen Choice Awards 2009 : 
  - meilleure actrice dans une série télévisée dramatique pour Gossip Girl.
  - Actrice la plus hot

- 36e cérémonie des People's Choice Awards 2010 : Actrice préférée dans une série télévisée dramatique pour Gossip Girl.
- 12e cérémonie des Teen Choice Awards 2010 : meilleure actrice dans une série télévisée dramatique pour Gossip Girl
- San Diego Film Critics Society 2010 : Meilleur second rôle féminin pour The Town

- 37e cérémonie des People's Choice Awards 2011 : Actrice préférée dans une série télévisée dramatique pour Gossip Girl.
- Jupiter Awards 2012 : meilleure actrice internationale pour Green Lantern
- 13e cérémonie des Teen Choice Awards 2011 : Meilleure actrice dans un film de science-fiction pour Green Lantern

- 38e cérémonie des People's Choice Awards 2012 : actrice préférée dans une série télévisée dramatique pour Gossip Girl

- 15e cérémonie des Teen Choice Awards 2013 : meilleure actrice dans une série télévisée dramatique pour Gossip Girl
- 17e cérémonie des Teen Choice Awards 2015 : 
  - meilleure actrice dans un film dramatique pour Adaline
  - meilleur baiser dans un film pour Adaline, nomination partagée avec Michiel Huisman
- 42e cérémonie des People's Choice Awards 2016 : actrice préférée dans un film dramatique
- 18e cérémonie des Teen Choice Awards 2016 : meilleure actrice dans un film de l'été pour Instinct de survie
- 42e cérémonie des Saturn Awards 2016 : meilleure actrice pour Adaline
- iHorror Awards 2017 : meilleure actrice dans un film d'horreur pour Instinct de survie
- Jupiter Awards 2017 : meilleure actrice internationale pour Instinct de survie
- Country Music Association Awards 2022 : clip vidéo de l'année pour I Bet You Think About Me (Taylor's Version) (From The Vault)
- Academy of Country Music Awards 2022 : clip vidéo de l'année pour I Bet You Think About Me (Taylor's Version) (From The Vault)

## Voix francophones
En France, Elisabeth Ventura est la voix française régulière de Blake Lively depuis la série Gossip Girl en 2008.
Au Québec, Catherine Proulx-Lemay est la voix québécoise régulière de l'actrice.
En France
| - Elisabeth Ventura dans : - Gossip Girl (série télévisée) - Quatre Filles et un jean 2 - Green Lantern - Savages - Instinct de survie - Je ne vois que toi - L'Ombre d'Emily - Le Rythme de la vengeance - Deadpool et Wolverine - Jamais plus - L'Ombre d'Emily 2 | - Olivia Luccioni dans : - Les Vies privées de Pippa Lee - Adaline Et aussi - Barbara Tissier dans Admis à tout prix - Barbara Kelsch dans The Town - Victoria Grosbois dans Café Society |

Au Québec
| - Catherine Proulx-Lemay dans : - Accepté - Les Sauvages - Éternelle Adaline - Les Bas-fonds - Une petite faveur - Jamais plus | - Karine Vanasse dans : - Quatre Filles et un jean - Quatre Filles et un jean 2 - Mélanie Laberge dans : - Green Lantern - Le Rythme de la vengeance |